# 阿爾佛萊德·克虜伯
阿爾佛萊德·克虜伯（德語：Alfred Krupp，1812年4月26日—1887年7月14日）是一位德國財閥、鋼鐵生產商、兵工場以及武器提供商負責人，是德國克虜伯家族的一員。